# Jurgen Van De Walle
Jurgen Van De Walle (Ostenda, 9 febbraio 1977) è un ex ciclista su strada belga, professionista dal 1999 al 2013.
Buon corridore nelle corse di un giorno, professionista dal 1999 al 2013, riuscì ad imporsi in due edizioni della Halle-Ingooigem ed ottenne dei piazzamenti in corse a tappe minori e in tappe di gare UCI World Tour.

## Palmarès
- 2000 (Palmans, una vittoria)

3ª tappa Circuito Montañés
- 2009 (Quick Step, una vittoria)

Halle-Ingooigem
- 2010 (Quick Step, una vittoria)

Halle-Ingooigem

### Altri successi
- 2008

1ª tappa Tour of Qatar (cronosquadre)

## Piazzamenti

### Grandi Giri
- Giro d'Italia

2004: ritirato (3ª tappa)
2006. 75º
2007: ritirato (14ª tappa)
- Tour de France

2008: 78º
2009: non partito (3ª tappa)
2010: 63º
2011: ritirato (4ª tappa)
- Vuelta a España

2011: 127º
2013: ritirato (14ª tappa)

### Classiche monumento
- Giro delle Fiandre

2000: 57º
2001: ritirato
2003: ritirato
2005: ritirato
- Liegi-Bastogne-Liegi

2004: ritirato
2007: squalificato
2008: ritirato
2009: ritirato
2011: ritirato
2013: 135º
- Giro di Lombardia

2013: ritirato

### Competizioni mondiali
- Calendario mondiale UCI

2008: 131º
2009: 211º